# أيمبيدرادو (تشيلي)
أيمبيدرادو (بالإسبانية: Empedrado, Chile) هي بلدية تقع في تشيلي في Talca Province. يقدر عدد سكانها بـ 4,253 نسمة ومساحتها 564.9 كم2 وترتفع عن سطح البحر 451 متر.